# Mike Vamp

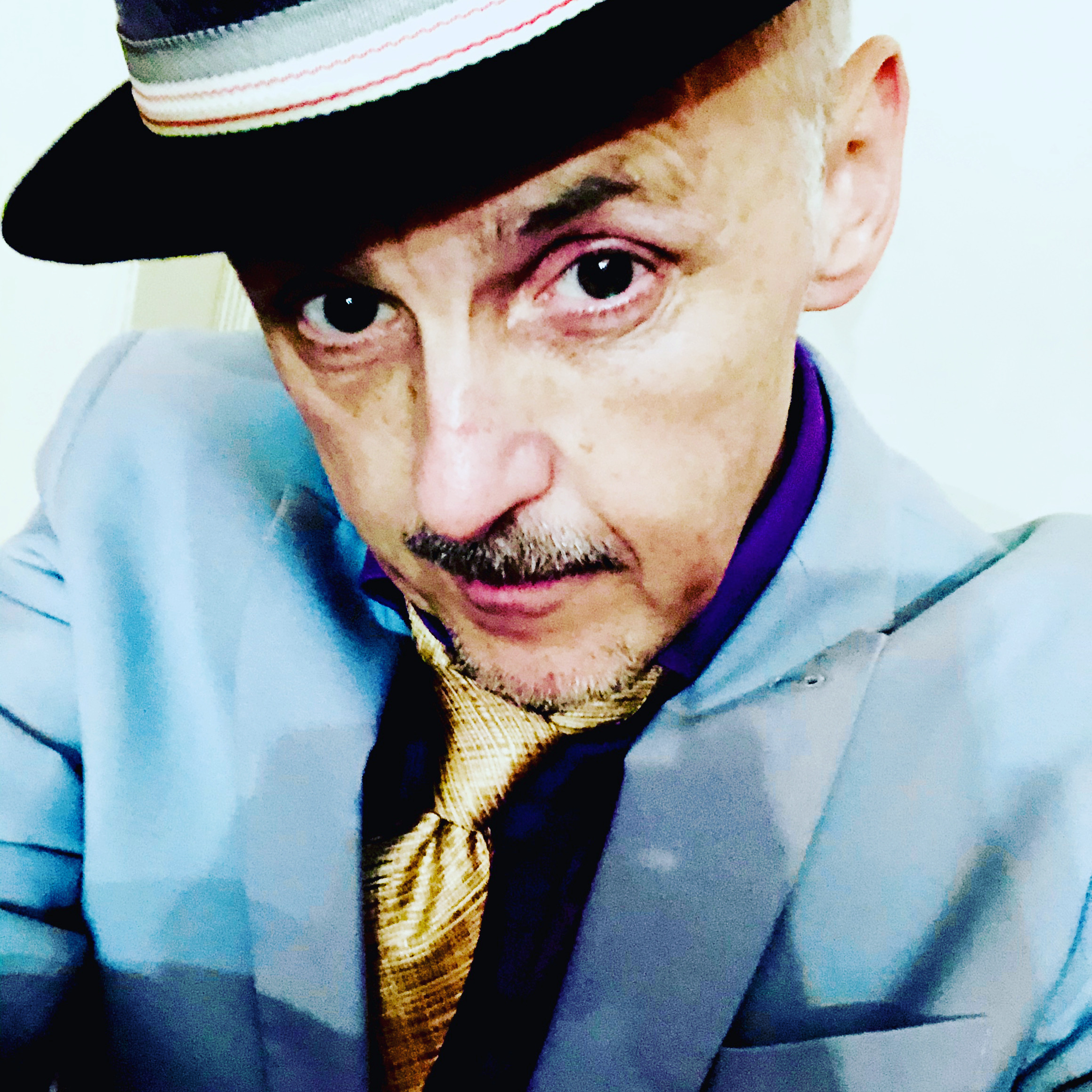
Mike Vamp 2020

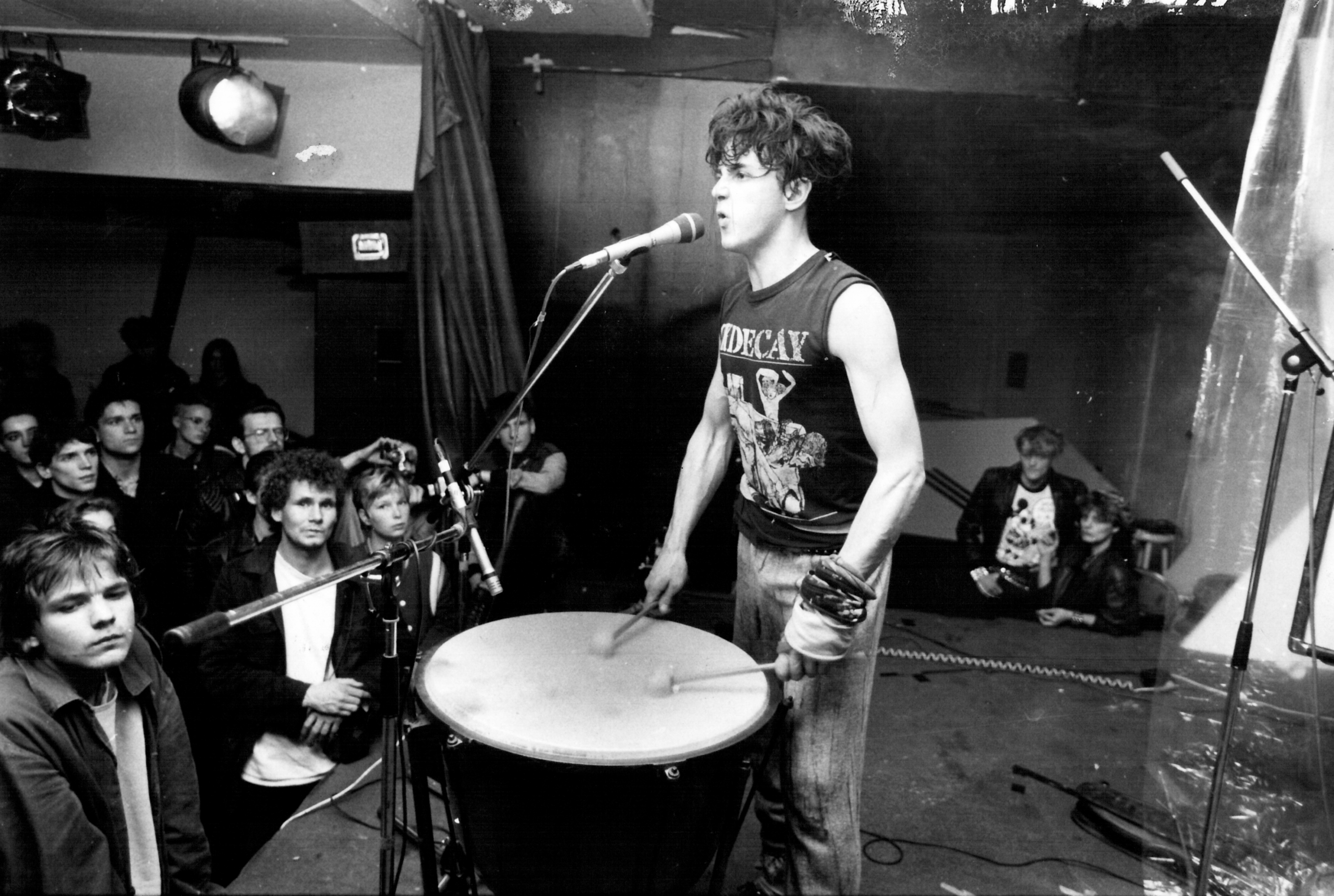
Mike Vamp 1985

Mike Vamp (* 1966 in Frankfurt am Main als Michael Pagliosa) ist ein deutscher DJ, Musiker und Musikproduzent. Zusammen mit DJ Clé bildet er das Musikprojekt Märtini Brös.

## Leben
Aufgewachsen in Frankfurt am Main war er ab 1979 in der Punkszene aktiv, zog 1980 nach Berlin und experimentierte dort mit elektronischer Musik, Gitarren und Kesselpauken. Nach einem dreijährigen London-Aufenthalt bei David Harrow (Anne Clark, Dub Syndicate) spielte er als Gitarrist ab 1990 in der Berliner Band Space Cowboys mit Danielle de Picciotto
Ab 1992 stellte er speziell für Berliner Clubs Clubwear in seiner eigenen Merchandisingfirma her. Von 1995 bis 1998 war er Mitglied des Oceanclub, einem Berliner Club- und Radioprojekt von Gudrun Gut und Thomas Fehlmann.
1997 traf er bei einer elektronischen Bearbeitung von Mozarts Oper Don Giovanni im Berliner E-Werk auf DJ Clé. Beide gründeten die Märtini Brös (aka Maertini Broes), die als Live-Act und als DJ-Team auftraten. Im Jahr 2000 beteiligten sich beide unter anderem auch am Projekt Berlin Mitte Boys zusammen mit Jürgen Laarmann. 
2001 gründeten Mike Vamp und DJ Clé in Berlin das Audioparkstudio, in dem sie unter anderem die Band Artist Unknown produzierten. Während er mit Märtini Brös Alben veröffentlichte, steuerte er auch Remixe für Künstler wie Scissor Sisters, Tocotronic, 2raumwohnung, Ich & Ich, Paul Kalkbrenner, Lena und Lützenkirchen bei.
2007 war Mike Vamp Mitbegründer des Berliner Arena-Club. Im Jahr 2014 gründete er sein eigenes Label New Normal Recordings. Mit David Harrow produzierte er in Los Angeles 2018 sein drittes Solo-Album unter Vamp&Harrow.